# Lacul Nettilling

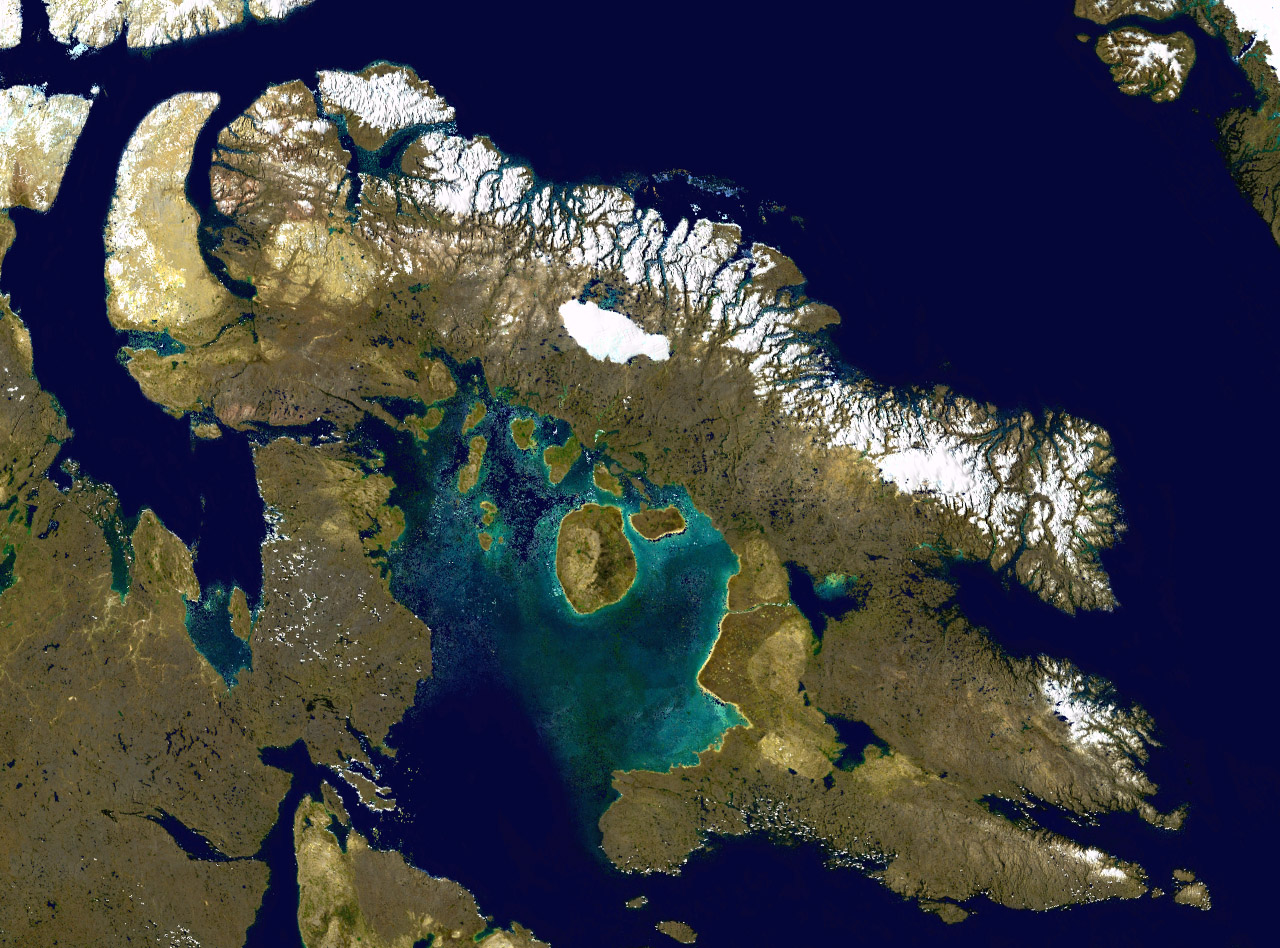
Insula Baffin, cu cele două mari lacuri în partea sa sudică. Lacul mai nordic este lacul Nettilling

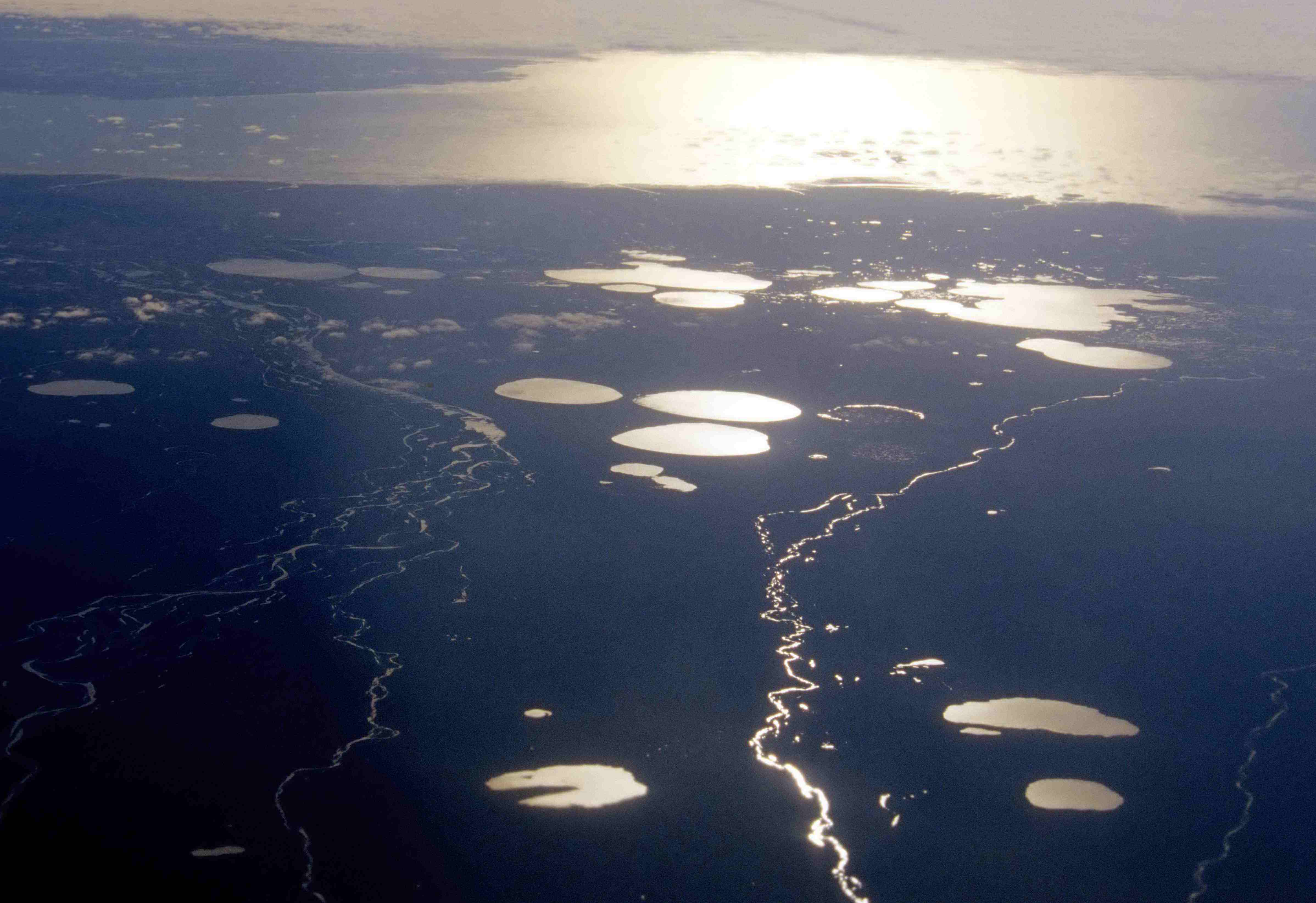
Câmpia Koukdjuak şi lacul Nettilling de pe insula Baffin

Lacul Nettilling este un lac de apă dulce în partea sudică a insulei Baffin, în teritoriul Nunavut din Canada. Cu o suprafață de 5541 km2, el este cel mai mare lac din Nunavut și al 11-lea din Canada, dar și cel mai mare lac din lume situat pe o insulă. Lacul, situat în câmpia Koukdjuak, pe linia cercului polar arctic, la o altitudine de 30 m deasupra nivelului mării, este la o distanță de cca. 280 km nord-vest de Iqaluit, capitala teritoriului Nunavut, și la cca. 110 km sud-vest de Parcul Național Auyuittuq.
Numele lacului provine din limba inuktitut, posibil de la cuvântul netsilak care desemnează o focă inelată adultă. Datorită numărului mare de caribu din preajma lacului și a peștilor din lac, în secolele trecute pe malurile sale trăiau mulți inuiți. Lacul a fost explorat de către Franz Boas în 1883. Între 1924 și 1926 naturalistul canadian Joseph Dewey Soper a explorat zona lacurilor din sudul insulei Baffin. În prezent, zona este nelocuită.
Lacul Nettilling este alimentat cu apă din cel de-al doilea mare la din zonă, Amadjuak și dintr-o serie de alte lacuri și pârâuri. Prin râul Koukdjuak apa din lac ajung în Bazinul Foxe.
Partea estică a lacului cuprinde trei golfuri: Mirage, Camsell și Burwash și numeroase insule, fiind relativ puțin adâncă. În schimb, partea vestică este mai adâncă și nu conține insule. Lacul este înghețat pe aproape toată durata anului.
În lac au fost identificate doar trei specii de pești: păstrăvul auriu arctic (salvelinus alpinus), ghidrinul (Gasterosteus aculeatus) și osarul (pungitius pungitius), care se hrănesc cu larvele țânțarului marin (clunio marinus) ce constituie 95% din microfauna lacului. Pe gheața lacului trăiește și o colonie de foci inelate (pusa hispida), iar pe maluri se găsesc turme importante de caribu.